# Luke Schoonmaker
Luke Schoonmaker (Hamden, Connecticut; 28 de septiembre de 1998) es un jugador profesional estadounidense de fútbol americano, se desempeña en la posición de tight end en Dallas Cowboys, en la National Football League (NFL).

## Carrera
Hizo su debut profesional con el equipo Dallas Cowboys, lleva jugando una temporada, comenzó en el 2023.